# Arctotheca
Arctotheca é um género botânico pertencente à família Asteraceae.